# 血栓素A2
血栓素A2是一種血栓素，常用作血管收縮劑，可以激活血小板、使其聚集，是治愈組織損傷和發炎的常用藥。但也會導致心絞痛。
血栓素A2通過血栓素A合酶由前列腺素H2產生，在水溶液中極不穩定，30秒內將水解成血栓素B2。因此主要以組織附近的自分泌或旁分泌中介的方式作用。而其相關研究也是用類似物U46619和I-BOP來做的。 人體實驗中，依照11去氢血栓烷B2的等級來測試血栓素A2的產生。